# جبل الكنيسة
جبل الكنيسة أحد جبال سلسلة جبال لبنان الغربية. وهو يوجد في نهاية لبنان الأوسط ويبلغ ارتفاعه 2030 مترًا أو 2098 مترًا فوق مستوى سطح البحر. وهو يطل على ممر ظهر البيدر (1542م) الذي يفصل لبنان الأوسط عن لبنان الجنوبي، ويمر عليه خط حديد دمشق - بيروت، وطريق سيارات دمشق - بيروت. وتوجد في لبنان الأوسط أجمل قرى الاصطياف كضهور الشوير وبكفّيا وحمّانا وفالوغا وزحلة. وسُمي هكذا لأن كنيسة صغيرة كانت تتوّج رأسه، ولهذا الجبل مرقب كما لجبل صنين، وفيه غرفة معقودة بالحجر تُستخدم صهريجا. وهذا الجبل من لبنان الغربي من قضاء المتن وهو دون جبل صنين الذي يقابله ارتفاعا يشرف على سهلي بعلبك والبقاع والجهات الأخرى وفي سفوحه كثير من القرى.